# Taeniogyrus roseus
Taeniogyrus roseus is een zeekomkommer uit de familie Chiridotidae.
De wetenschappelijke naam van de soort werd in 1914 gepubliceerd door H. Ohshima.